# Racketeer Influenced and Corrupt Organizations Act
Il Racketeer Influenced and Corrupt Organizations Act (a cui ci si riferisce comunemente come legge RICO o RICO, in lingua inglese RICO Act) è una legge federale statunitense, pensata per combattere il crimine organizzato - soprattutto di tipo mafioso - emanata nel 1970 durante la presidenza di Richard Nixon. In base a tale legge, inoltre, la semplice appartenenza ad un'associazione criminale, anche in assenza di una partecipazione attiva, determina la correità per i reati commessi anche da altri membri della stessa associazione. In pratica, tale legge introduce, negli Stati Uniti d'America, la responsabilità oggettiva di una persona per i reati commessi in associazione a un gruppo criminale.

## Il dibattito sull'incostituzionalità
La norma venne definita incostituzionale dalla maggioranza dei giuristi, ma in seguito fu applicata anche per reati non di criminalità organizzata. È stata ritenuta da alcuni simile all'associazione di tipo mafioso prevista dal codice penale italiano che sanziona la semplice appartenenza ad un'associazione mafiosa.

## Casi discussi
Tale legge è stata applicata, tra gli altri, al caso di Silvia Baraldini che è stata condannata per associazione sovversiva (comprendente anche concorso morale in rapina) e concorso in evasione, non per avere direttamente commesso le rapine, ma perché appartenente all'associazione "19 maggio", definita come rivoluzionaria; ciò le costò 20 anni di carcere secondo la legge RICO con l'aggiunta di altri 20 per l'evasione e 3 per oltraggio alla corte.
Sony e RIAA sono sotto indagine per comportamento inadeguato 